# Педренго
Педрѐнго (на италиански: Pedrengo; на ломбардски: Pedrengh, Педренг) е градче и община в Северна Италия, провинция Бергамо, регион Ломбардия. Разположено е на 262 m надморска височина. Населението на общината е 6012 души (към 2018 г.).